# Poľany
Poľany (in ungherese Bodrogmező) è un comune della Slovacchia facente parte del distretto di Trebišov, nella regione di Košice.